# Adolf Beikircher
Adolf Beikircher (* 12. März 1906 in Mühlen in Taufers, Südtirol; † 19. Mai 1979 in Bruneck) war ein Direktor des Elektrizitäts- und Wasserwerks der Stadt Bruneck, freier Projektant von Wasserkraftwerken, Leiter der Elektromechanischen Werkstätten Gustav Beikircher und Berater der Südtiroler Politiker zu Fragen der Energiepolitik im Rahmen der Autonomieverhandlungen mit Italien in den 1960er und 1970er Jahren.

## Ausbildung und berufliches Wirken
Adolf Beikircher war der Sohn von Gustav Beikircher, der die von dessen Vater Josef Beikircher gegründeten und vor allem dem Bau von Turbinen gewidmeten „Elektromechanischen Werkstätten“ weitergeführt hatte. 1918 besuchte er das deutschsprachige Staatsgymnasium der Augustiner-Chorherren in Brixen und war im Internat Kassianeum untergebracht. 1925 absolvierte er in italienischer Sprache die Matura, weil der mittlerweile in Italien herrschende Faschismus die deutsche Unterrichtssprache verboten hatte, und nahm das Studium der Elektrotechnik am Polytechnikum von Turin auf. Im Jahr 1930 wurde er zum Dr.-Ing. promoviert und legte im folgenden Jahr in Mailand das Staatsexamen ab. Anschließend besuchte er die Kadettenschule in Pola, die er im Rang eines Leutnants abschloss, worauf er in Rom den im Dienste der Luftabwehr stehenden Autotruppen eingegliedert wurde und dort bis 1932 diente.
Seine berufliche Tätigkeit begann er mit der Projektierung kleiner Kraftwerke, die dann in den Werkstätten des väterlichen Betriebes in Mühlen hergestellt wurden.
Beikircher bewarb sich mit Erfolg um eine Anstellung an dem Elektrizitätswerk der Gemeinde Bruneck und wurde als technischer Leiter dem von den Faschisten eingesetzten Direktor Nicola Tau unterstellt. Nach der Misswirtschaft der vorherigen privaten Leitung des Werkes gelang es Beikircher, noch vor Ende des Zweiten Weltkrieges die Stromversorgung zu steigern durch Überholung und teilweisen Umbau der Turbinen in der Hauptzentrale in Gais, durch den Bau eines Zusatzwerkes und dreier Umspannkabinen in Bruneck.
Wegen des Abessinienkrieges wurde Beikircher nach Alessandria zur Autotruppe Nr. 2 einberufen, wo er sich von 1935 bis 1936 für einen Fronteinsatz bereithalten musste. Ende desselben Jahres heiratete er die aus Bozen stammende Flora von Ingram. Aus der Ehe stammten die Söhne Ivo, Hugo und Konrad. Zur selben Zeit schloss er sich dem Völkischen Kampfring Südtirol (VKS) an, einer großdeutsch und nationalsozialistisch ausgerichteten Geheimorganisation. Für diese führte er im September 1939 hinsichtlich der bevorstehenden Option auf Schloss Bruneck geheime Verhandlungen mit dem Brixner Fürstbischof Johannes Geisler und dessen Generalvikar Johannes Untergasser. Als diese Option in Südtirol 1939 durchgeführt wurde, entschied er sich dafür, mit seiner Familie das Land zu verlassen. Er wurde dadurch zum Optanten und gleichzeitig zum deutschen Staatsbürger, durfte aber vorerst noch in Bruneck verbleiben, um weiterhin die Versorgung der Stadt mit Wasser und Strom zu gewährleisten. Außerdem zog man ihn zur praktischen Ausführung der Auswanderung heran. Er wurde zum Fachgruppenleiter der Abteilung Industrie ernannt, womit es ihm und seinen Mitarbeitern oblag, den realen Wert sämtlicher Industriebetriebe, E-Werke, Sägewerke, Kunstmühlen usw. festzustellen, den dann der italienische Staat den Auswanderern zu ersetzen hatte. In dieser Stellung wurde er auch mehrfach zu politischen Schulungen nach Deutschland berufen.
Im Verlauf des Zweiten Weltkrieges legte sich die Begeisterung für das Bekenntnis zum Deutschen Reich und viele der eingesetzten Kommissionsmitglieder, darunter auch Beikircher, versuchten nun mit allen Mitteln, die Auswanderung zu verzögern, wenn nicht gar zum Stillstand zu bringen. Nach dem Einmarsch der deutschen Truppen im September 1943 und der damit verbundenen Einrichtung der „Operationszone Alpenvorland“ wurde Beikircher als Leiter des städtischen E-Werkes Bruneck bestätigt. Neben der kommissarischen Leitung der E-Werke von Sand in Taufers und Toblach (mit Vierschach) wurde ihm zusätzlich die Verantwortung für den Luftschutz des Pustertales übertragen.

## 1945 bis 1953
Nach Kriegsende machte Beikircher vom Recht der Rückoption Gebrauch und unterzog sich außerdem einem Entnazifizierungsverfahren, sodass ihm 1946 erneut die italienische Staatsbürgerschaft verliehen wurde. Er wurde nun als Direktor des städtischen Elektrizitäts- und Wasserwerkes eingesetzt. Als solcher war er bestrebt, den stark angestiegenen Strombedarf der Stadt sicherzustellen. Durch verschiedene Maßnahmen z. B. dem Ausbau der obersten Gefällestufe des Mühlbachergewässers und der Fertigstellung einer ersten Produktionsgruppe eines neuen Werkes konnte die Selbstständigkeit der Stromversorgung der Stadt Bruneck aufrechterhalten werden.
Beikircher verfolgte zeitlebens das Ziel, für Südtirol in Energiefragen die Unabhängigkeit von italienischen Großkonzernen zu erreichen. Schon 1947 gründete er die gemeinnützige Pustertaler Energiegesellschaft (P.E.G.), der sämtliche Gemeindewerke des Pustertales sowie 16 Gemeinde- bzw. Fraktionsverwaltungen, einige Industrieunternehmen im Raum zwischen Sexten und Mühlbach sowie einige private Anteilzeichner beitraten. Die Abdeckung des Strombedarfs des Pustertales sollte mit dem Bau eines vom Mühlwalderbach gespeisten Kraftwerks erreicht werden, dessen Projektierung Beikircher schon 1930 in Turin zum Gegenstand seiner Dissertation gemacht hatte („Tesi di laurea. Impianto idroelettrico sul Rio Selva dei Molini“). Hiermit griff er ein Vorhaben seines Großvaters Josef auf. 1948 erhielt die P.E.G. eine provisorische Baugenehmigung. Aufgrund politischer Umstände wurde der Baubeginn immer wieder aufgeschoben, so dass die Belluneser Privatgesellschaft INDEL (Società Industrie Elettriche) ein Gegenprojekt zur Ableitung des Mühlwalderbaches einreichen konnte. Das Ministerium erteilte die endgültige Baugenehmigung im Jahr 1958 an INDEL, mit der Auflage, an die P.E.G. für die Dauer von 60 Jahren eine Strommenge von 1.900.000 kWh jährlich zum Selbstkostenpreis abzugeben.
Andererseits gelang es Beikircher, die völlige Trockenlegung des Rienzbettes abzuwenden, als der Großkonzern Montecatini 1949 schon kurz vor dem Baubeginn für ein Großkraftwerk stand. Hier sollte bei Olang die Rienz mit allen Zuflüssen aus ihrem Bachbett abgeleitet, durch einen Stollen ins Gadertal geführt, und dort mit der Gader vereinigt werden. Erst unterhalb von St. Lorenzen, wo der Standort für die Zentrale des großen Kraftwerkes geplant war, sollten die beiden vereinten Flüsse ihrem alten Bachbett wieder zugeführt werden. Durch Eingaben bei verschiedenen Ministerien und medialer Öffentlichkeitsarbeit bewahrte Beikircher Teile des Pustertales einschließlich Brunecks sowie des Gadertales vor einer völligen Trockenlegung ihrer Flussbette. Er wurde damals allgemein als „Retter der Rienz“ mit viel öffentlichem Lob bedacht. Anschließend bot ihm die Südtiroler Volkspartei an, ihn als Kandidaten für einen Sitz im Landtag aufzustellen. Aus beruflichen und familiären Gründen lehnte Beikircher jedoch ab.

## 1950er bis 1970er Jahre
Nach dem Tod seines Vaters Gustav 1953 übernahm Beikircher nun auch die Betriebsführung der Werkstätten in Mühlen. Gegen einen teilweisen Gehaltsverzicht ermöglichte es ihm die Stadt Bruneck, seine Tätigkeit als Direktor des Elektrizitäts- und Wasserwerks einzuschränken. Nun verfügte Beikircher über drei große Wirkungskreise, als Direktor des Elektrizitäts- und Wasserwerkes Brunecks, als Firmeninhaber der Mechanischen Werkstätten in Mühlen und als freier Projektant und Berater für E-Werke, Gemeinden, Gesellschaften, Genossenschaften sowie größere Privatunternehmer in ganz Südtirol.
Nachdem sich in den 1950er und 1960er Jahren der Pro-Kopf-Verbrauch von Wasser und Strom in kurzer Zeit um das Vierfache erhöhte, begann Beikircher für die Stadt Bruneck bzgl. der Wasserversorgung mit der Fassung neuer Quellen (Lamprechtsburg, Reischach) und den ersten erfolgreichen Versuchen, durch Tiefbrunnen und entsprechende Pumpsysteme die an der Oberfläche vorhandene Wassermenge durch Zufuhr von Grundwasser zu erhöhen. Auf dem Gebiet der Elektrizität wurde zunächst Strom dazugekauft. Um jedoch die Selbstversorgung zu erreichen, war der Bau eines neuen Großkraftwerkes unerlässlich. Im Auftrag einer Gesellschaft von Brunecker Bürgern, die Wasserrechte an der Rienz besaßen, arbeitete Beikircher ein Projekt aus, das ihm viele Anfeindungen eintrug, obwohl es, anders als das frühere Vorhaben der Montecatini, eine stets im Flussbett verbleibende Mindestmenge an Restwasser garantierte. Allen Widerständen zum Trotz wurde dieses Kraftwerk mit finanzieller Unterstützung der Stadt Bruneck doch gebaut und 1963 in Betrieb genommen. Zwei Jahre später wurde es allerdings im Zuge der neuen italienischen Energiepolitik, enteignet und der staatlichen Behörde ENEL unterstellt.
Auch für den Mühlener Betrieb brachte die wirtschaftliche Entwicklung dieser Jahre eine deutliche Steigerung der Aufträge. Hatte man sich bisher auf den Bau von Pelton- und Francisturbinen beschränkt, so kam nun auch noch die Kaplanturbine dazu. Nun war das in den Werkstätten Beikircher gefertigte Turbinen-Angebot vollständig. Solche Kaplanturbinen, die damals von keinem der direkten Konkurrenten gebaut wurden, setzte Beikircher jetzt zunehmend häufiger ein, so beim großen E-Werk der Baumwollspinnerei in Bozen-St. Anton, beim Wierenwerk der Firma Rieper in Vintl, bei der Zentrale des ENEL-Kraftwerkes von Campolessi im Friaul und vielen anderen, die alle heute noch (2018) in Betrieb sind. Er wurde für technische Beratung in ganz Südtirol hinzugezogen, von verschiedenen E-Werken bis zu zahlreichen Einzelpersonen aus der Landes- oder Gemeindepolitik. Deshalb wurde er auch für Autonomieverhandlungen von den zuständigen Südtiroler Politikern als ständiger Berater in Energiefragen hinzugezogen.
Das letzte von Beikircher betreute Großprojekt war die Verwirklichung des Planes, am Kniepass, südwestlich von St. Lorenzen, ein großes Wasserkraftwerk zu bauen, zur energiewirtschaftlichen Nutzung der vereinigten Flüsse Rienz, Gader und Ahr für die Stadt Bruneck. Die Idee stammte von Anton Lageder, das Eingabeprojekt (progetto di massima) wurde 1975 von seinem Vorgänger und Mentor Adolf Beikircher ausgeführt. Hierbei handelte es sich um eine umweltfreundliche Durchlaufanlage mit einem kleinen, von der Natur geradezu angebotenen Stausee.
Beikircher verstarb am 19. Mai 1979 an den Folgen eines Schlaganfalles.
Nach knapp vier Jahrzehnten gab die Tiroler Presse Ende des Jahres 2015 eine Verlautbarung des Südtiroler Landeshauptmannes Arno Kompatscher bekannt, wonach alle neun wesentlichen Großkraftwerke Südtirols nunmehr in Südtiroler Hand seien. Damit ist auch das Ziel erreicht, das Beikircher zeitlebens angestrebt hat.